# Gouvernement d'Olonets
1801–1922
Entités suivantes :
- République socialiste soviétique autonome de Carélie
- Gouvernement de Vologda

Le gouvernement d’Olonets (en russe : Олонецкая губерния, en finnois : Aunuksen kuvernementti) est une division administrative de l’Empire russe, puis brièvement de la R.S.F.S.R., avec pour capitale la ville de Petrozavodsk. Créé en 1801 le gouvernement exista jusqu’en 1922 et son partage entre la Commune prolétaire de Carélie et le gouvernement de Vologda.

## Histoire
Le gouvernement d’Olonets créé en 1801 est le successeur de la province d’Olonets formée en 1773, dont la capitale passa d’Olonets à Petrozavodsk en 1782. En 1920, une grande partie du territoire du gouvernement fut intégré à la commune prolétaire de Carélie (prédécesseur de la République socialiste soviétique autonome de Carélie) et en 1922 le gouvernement fut supprimé.

## Géographie
Le gouvernement d’Olonets était bordé au nord par le Gouvernement d'Arkhangelsk et, dans le sens des aiguilles d’une montre, par ceux de Vologda, Novgorod, Saint-Pétersbourg, Vyborg, Kuopio et de Uleåborg.
Le territoire du gouvernement d’Olonets se retrouve de nos jours dans les oblasts de Vologda, Arkhangelsk, Léningrad et en République de Carélie.

## Subdivisions administratives
De 1802 à 1924 le gouvernement d’Olonets était divisé en sept ouïezds : ouïezd de Vytegra, ouïezd de Kargopol, ouïezd de Lodeïnoïe Pole, ouïezd d'Olonets, ouïezd de Petrozavodsk, ouïezd de Povenets et ouïezd de Poudoj.

## Population
En 1897 la population du gouvernement était de 364 156 habitants, dont 78,2 % de Russes, 16,3% de Caréliens et 4,4% de Vepses.